# David Beatty
David Beatty (1871-1936) was een Brits admiraal tijdens de Eerste Wereldoorlog.

## Eerste Wereldoorlog
Hij voerde het bevel tijdens de Slag bij de Doggersbank (1915) en bij de Slag bij Helgoland en de Tweede Slag bij Helgoland. Hij voerde het bevel over de slagkruisers tijdens de Slag bij Jutland, de grootste zeeslag tussen slagschepen aller tijden. Na die slag kreeg hij het bevel over de Grand Fleet. Hij was na Horatio Nelson de jongste admiraal ooit. Winston Churchill vroeg hem, of hij niet wat jong was om al admiraal te zijn. Beatty vroeg in antwoord daarop, of hij, Winston Churchill, niet wat jong was om al First Lord of the Sea te zijn...

## Militaire loopbaan
- Naval Cadet: januari 1884
- Midshipman: 15 mei 1886[2]
- Sub-Lieutenant: 14 mei 1890[3]
- Lieutenant: 25 augustus 1892[4]
- Commander: 15 november 1898[5]
- Captain: 8 november 1900[6]
- Rear Admiral: 1 januari 1910[7]
- Waarnemend Vice Admiral: 1914
- Vice Admiral: 9 augustus 1915[8]
- Waarnemend Admiral: december 1916[9]
- Admiral: 1 januari 1919[10]
- Admiral of the Fleet: 1 mei 1919[11]

## Decoraties
- Distinguished Service Order op 17 november 1896[12]
- Ridder Grootkruis in de Orde van het Bad (GCB) op 31 mei 1916
- Ridder Commandeur in de Orde van het Bad (KCB) op 22 juni 1914
- Lid in de Orde van het Bad (CB) op 19 juni 1911
- Ridder Grootkruis in de Koninklijke Orde van Victoria (GCVO) op 25 juni 1917
- Ridder Commandeur in de Koninklijke Orde van Victoria (KCVO) op 17 juni 1916
- Lid in de Koninklijke Orde van Victoria (hedendaags Lieutenant) (MVO) op 28 april 1905
- Order of Merit op 3 juni 1919
- Orde van Mejidie, 4e klasse op 3 oktober 1898
- Orde van Sint-George, 4e klasse op 25 augustus 1916
- Grootofficier in de Militaire Orde van Savoye op 11 augustus 1917
- Grootlint in de Orde van de Rijzende Zon op 29 augustus 1917
- Grootkruis in het Legioen van Eer op 23 mei 1919
- Grootofficier in het Legioen van Eer op 15 september 1916
- Croix de guerre op 15 februari 1919
- Grootkruis in de Orde van de Ster van Roemenië op 17 maart 1919
- Grootkruis in de Orde van de Verlosser op 21 juni 1919
- Navy Distinguished Service Medal op 16 september 1919
- Grootlint met Briljanten in de Orde van de Gouden Rijsthalm op 22 januari 1920
- Grootlint in de Paulownia-Zonneorde op 20 januari 1922

## Verder lezen
- Andrew Gordon, The rules of the game - Jutland and British Naval Command ISBN 0-7195-5542-6
- W. S. Chalmers, Rear Admiral, R.N. The Life of Beatty. London: Hodder and Stoughton, 1951.
- Heathcote, T. A. (2002). The British Admirals of the Fleet 1734 - 1995. Pen & Sword Ltd. ISBN 0 85052 835 6
- Malcolm H. Murfett, The First Sea Lords from Fisher to Mountbatten. Westport. 1995. ISBN 0-275-94231-7
- Stephen Roskill, Admiral of the Fleet Earl Beatty - The Last Naval Hero: An Intimate Biography. London: Collins 1980 & Atheneum: New York 1981. ISBN 0 - 689 - 11119 - 3
- John Brooks, Dreadnought Gunnery and the Battle of Jutland: The Question of Fire Control. Routledge (Taylor and Francis Group), London and New York, 2005, ISBN 0714 657026
- Admiral Sir Reginald Bacon, The Jutland Scandal, Hutchinson and Co., Paternoster Row, London, 1926?